# Wachauer Marille

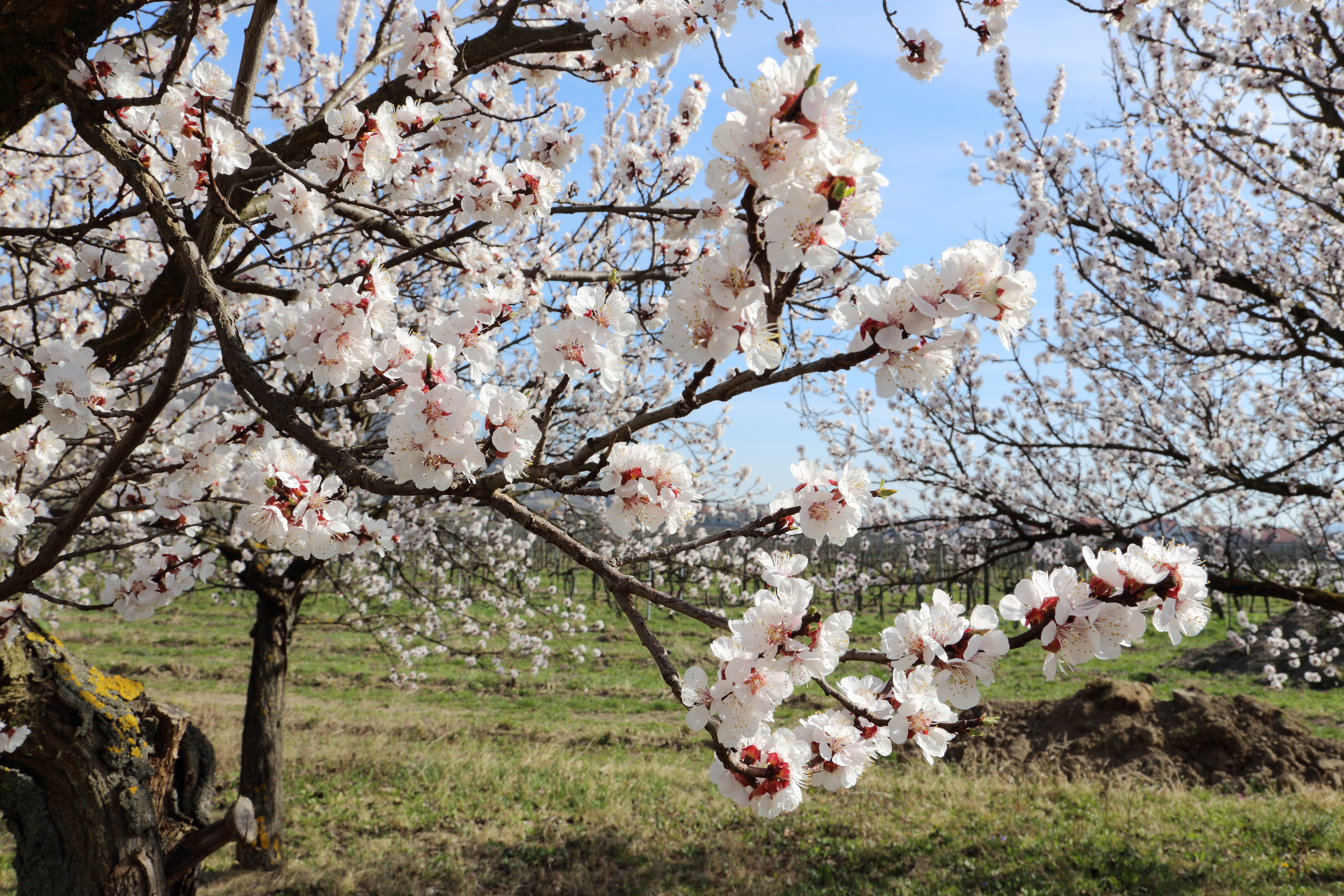
Blüten der Wachauer Marille

Wachauer Marille ist eine geschützte Ursprungsbezeichnung für Marillen (Aprikosen) aus dem Gebiet der Wachau und einiger angrenzender Gemeinden Niederösterreichs.

## Geschichte

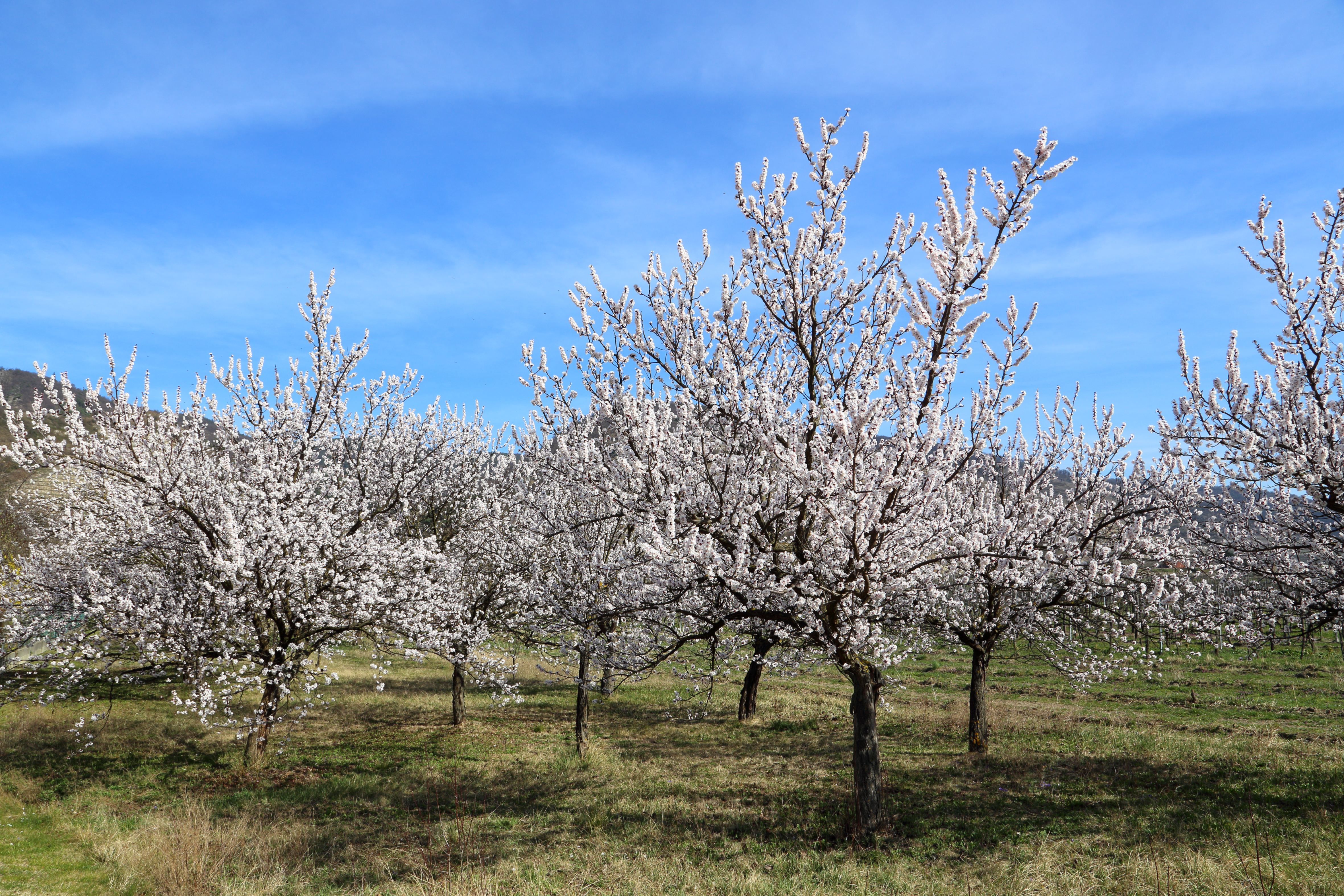
Marillenblüte in der Wachau (Oberloiben, März 2014)

Die Bezeichnung „Marille“ ist bereits um das Jahr 1509 in der Wachau nachgewiesen. Ab 1890 erfolgte dort in großem Stil die Einführung der Marille als Ertragsobst. Seither ist der Marillenanbau ein traditionell wichtiger Erwerbszweig dieser Region. Ursprünglich gaben die großen Marillenbäume mit Rundkronen auf Meterstamm dem Tal der Wachau sein typisches Aussehen. Heutzutage erfolgt der Marillenanbau vermehrt auf kurzstämmigeren Bäumen mit Rund- bzw. Längskronen. Seltener werden die Marillen in Spindelerziehung gezogen, da die dabei notwendige Mechanisierung in der Wachau nicht überall möglich ist. 1995 belief sich die Anbaufläche auf ca. 350 Hektar.
Nachdem 1996 infolge eines Antrags (EU-Regulation gem. Art.5(17) Nr. 2081/92 – Nationales Ansuchen No. 1233.GR/95.) zunächst Wachauer Qualitätsmarille zur geschützten Ursprungsbezeichnung (g.U.) geworden war, wurde diese 2006 zu Wachauer Marille verkürzt. 2012 erfolgte auf Antrag eine nochmalige Änderung der Regularien. U. a. dürfen seitdem auch Marillen, die nicht aus Integrierter Produktion stammen, sowie Früchte, die mit chemischen Pflanzenschutzmitteln behandelt wurden, mit der g.U. versehen werden.
Seit 2003 bemüht sich der „Verein Original Wachauer Marille“ um Erhaltung und Vermarktung dieser für die Wachau typischen Frucht. Das Siegel des Vereins dürfen nur Betriebe führen, die sich verpflichten, die seit mehr als 60 Jahren in der Wachau üblichen Sorten von besonderer Qualität zu produzieren.

## Definition

### Anbaugebiet
Wachauer Marillen sind gemäß EU-Regulation ausschließlich bestimmte Marillen, die in Aggsbach-Markt, Albrechtsberg, Bergern im Dunkelsteinerwald, Droß, Dürnstein, Furth, Gedersdorf, Krems, Maria Laach, Mautern, Mühldorf, Paudorf, Rohrendorf bei Krems, Rossatz-Arnsdorf, Senftenberg, Spitz, Stratzing, Weinzierl am Walde, Weißenkirchen, Schönbühel-Aggsbach oder Emmersdorf wachsen.

### Sorten

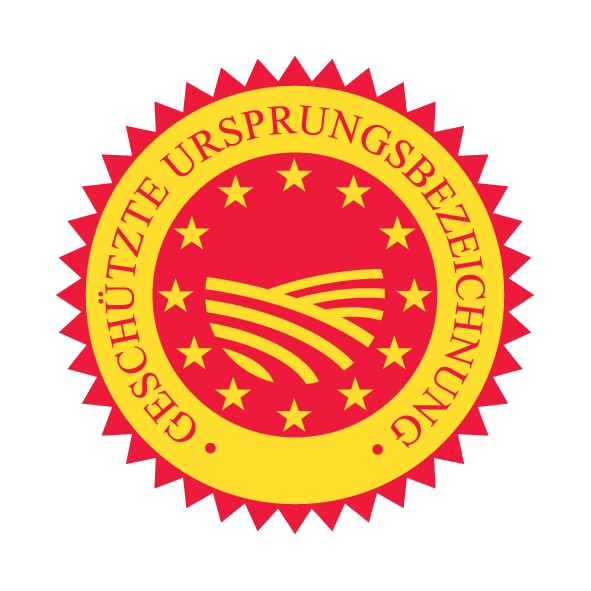
Geschützte Ursprungsbezeichnung

Bei der Wachauer Marille handelt es sich ausnahmslos um regionaltypische Sorten von Kegel-, Ananas- und Oval- bzw. Rosenmarillen. Hauptsächlich wird die Sorte „Klosterneuburger“ („Ungarische Beste“) angebaut.
| Sorten in der Wachau       | Formenkreis        |
| -------------------------- | ------------------ |
| Ananas Marille             | Ananasmarille      |
| Apricose von Nancy         | Oval-/Rosenmarille |
| Frühe Kremser Rosenmarille | Oval-/Rosenmarille |
| Frühe Moorpark             | Oval-/Rosenmarille |
| Gelbe Wachauer             | Ananasmarille      |
| Große Kremser Marille      | Oval-/Rosenmarille |
| Große Wahre Frühe          | Oval-/Rosenmarille |
| Klosterneuburger Marille   | Kegelmarille       |
| Luizets Marille            | Oval-/Rosenmarille |
| Royal, Königliche Marille  | Oval-/Rosenmarille |
| Ungarische Beste           | Kegelmarille       |

## Kennzeichnung
Die Deklaration kann jeder Anbieter verwenden, dessen Marillen dem beschriebenen Formenkreis entsprechen und aus dem Anbaugebiet Wachau – Mautern – Krems stammen. Eine einheitliche Verpackung und Etikettierung der Marillen ist seit 2012 nicht mehr beschrieben.
Wachauer Marillen werden von Mitgliedern des Vereins „Wachauer Marille g.U.“ durch Kartons mit einer geschützten Marke gekennzeichnet. Mitglieder sind verpflichtet, in diesen Kartons ausschließlich Marillen aus dem Vereinsgebiet anzubieten. Das Gebiet des Vereins umfasst auch Gebiete, die nicht zur Wachau gehören.

## Wirtschaftliche Bedeutung

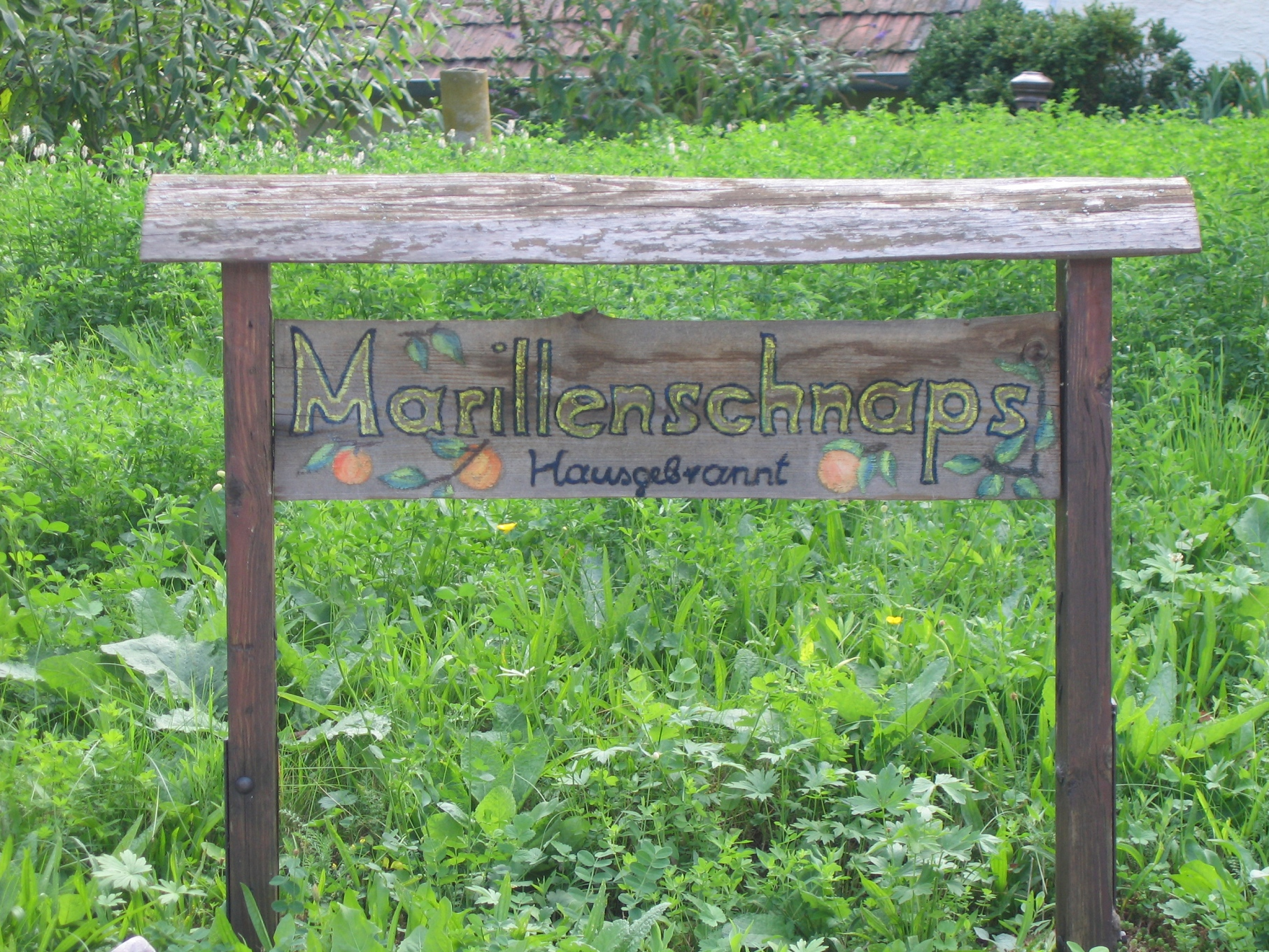
Reklame für Hofladen in Rossatz

Seit Einführung der g.U. finden Weiterverarbeitung und Vertrieb der Wachauer Marillen zunehmend im Anbaugebiet selbst statt, wo heute der Großteil der Ernte im Ab-Hof- und Straßenverkauf direkt vermarktet wird. Der geringere Teil geht in den freien Handel bzw. wird industriell verarbeitet. Zu den weiterverarbeiteten Produkten zählen Marmelade, Konfitüre, Chutney, Saft, Schnaps, Likör und Essig sowie vielfältige weitere Nahrungsmittel aus bzw. unter Verwendung der regionalen Frucht, wie z. B. Marillenknödel oder Marillenkracherl.
Neben dem Weinbau und dem Fremdenverkehr ist der Obstbau, insbesondere der der Marillen, eine wichtige Säule der regionalen Wirtschaft. Die mehr als 100.000 blühenden Marillenbäume sind für viele Touristen eine Attraktion und Grund für ihren Besuch der Wachau im Frühjahr.